# انهيار مبنى إيكويي
انهيار مبنى إيكويي في 1 نوفمبر 2021 انهار مبنى شاهق في إيكويي في لاغوس عاصمة نيجيريا. كان المبنى السكني المكون من 21 طابقًا قيد الإنشاء في الجزء الأكثر ثراءً من أكبر مدينة في نيجيريا عندما انهار حوالي الساعة 3 مساءً.

## خلفية
كان المبنى واحدًا من ثلاثة مباني يُطلق عليه اسم «أبراج 360 درجة»، تم تكليف بنائها لشركة "Fourscore Homes" (المسماة في بعض المصادر باسم "Fourscore Heights")، وهي شركة تطوير خاصة مقرها المملكة المتحدة يرأسها النيجيري فيمي أوسيبونا الملقب بـ أولوفيمي أديغوكي أوسيبونا.
انسحبت الشركة الاستشارية "Prowess Engineering Limited" من المشروع في فبراير 2020 بسبب مخاوف بشأن سلامة المبنى. وقالت وكالة مراقبة المباني في ولاية لاغوس في غضون ساعات من الانهيار أنه على الرغم من بناء 21 طابقًا، تمت الموافقة على 15 طابقًا فقط.

## الحادث
قبيل الساعة 15.00 مساءً بالتوقيت المحلي، وفي حين كان عشرات العمال في موقع البناء، انهار مبنى مؤلف من 21 طابقًا والواقع في حي إيكويي الفخم في لاغوس. نتج عن انهيار ناطحة سحاب قيد الإنشاء في العاصمة الاقتصادية لنيجيريا لاغوس مقتل أربعة أشخاص على الأقل ومحاصرة العشرات من العمال الذين ل لا يزالون تحت الأنقاض. في يوم الأربعاء أعلنت السلطات النيجيرية ارتفاع عدد قتلى الانهيار إلى 22 قتيلاً.

## الإنقاذ
تواجد في موقع الانهيار بعد الحادثة بضع سيارات الإسعاف ليقدم عناصرها الإسعافات الأولية لجريحين. في قرابة الساعة 17.00 بالتوقيت المحلي كانت قد وصلت رافعة صغيرة إلى الموقع وبدأت العمل على رفع الأنقاض. كما انتشر في الموقع عشرات العسكريين يعملون على تهدئة الأوضاع وإبعاد المتواجدين في المكان حرصا على سلامتهم.